# Крайдуба Анастасія Андріївна
Анастасія Андріївна Крайдуба (Анастасія Андріївна Чернуха; нар. 15 квітня 1995, Євпаторія) — українська волейболістка, діагональна. Гравець національної збірної. Триразова чемпіонка Золотої євроліги. Майстер спорту України міжнародного класу.

## Із біографії
Першим її професіональним клубом, у якому відіграла два сезони, була «Керкинитида» (Євпаторія). 2013 року перейшла до найсильнішого українського клубу — «Хіміка» з Южного. У його складі п'ять разів поспіль ставала чемпіонкою країни, володаркою національного кубка і суперкубка. По одному сезону захищала кольори російського «Єнісея» і польського «Будовляні». З 2020 року — гравець спортивного клубу «Прометей» з Кам'янського. Найкращий гравець першості в сезоні 2020/2021.
У складі студентської збірної стала віцечемпіонкою всесвітньої Універсіади 2015 року в Південній Кореї і бронзовою медалісткою наступного турніру в Тайвані. В цей час навчалася в Харківській державній академії фізичної культури.
У національній збірній України 2017 року виступала на чемпіонаті Європи і стала переможницею Євроліги.

## Досягнення
- Чемпіонка Євроліги (3): 2017, 2023, 2025
- Чемпіонка України (6): 2014, 2015, 2016, 2017, 2018, 2021
- Віцечемпіонка Росії (1): 2019
- Срібна призерка Універсіади (1): 2015
- Бронзова призерка Універсіади (1): 2017

## Клуби
| Роки      | Команди                          |
| --------- | -------------------------------- |
| 2011—2013 | «Керкенитида» (Євпаторія)        |
| 2013—2018 | «Хімік» (Южне)                   |
| 2018—2019 | «Єнісей» (Красноярськ)           |
| 2019—2020 | «Будовляні» (Лодзь)              |
| 2020—2021 | «Прометей» (Кам'янське)          |
| 2022—2023 | «Ополе»                          |
| 2023—2024 | «Il Bisonte Firenze» (Флоренція) |
| 2024—2025 | «Тальмассонс»                    |
| 2024—2025 | «Бандунг Тандамата» (Бандунг)    |
| 2025—     | «Заон» (Кіфісія)                 |

## Статистика

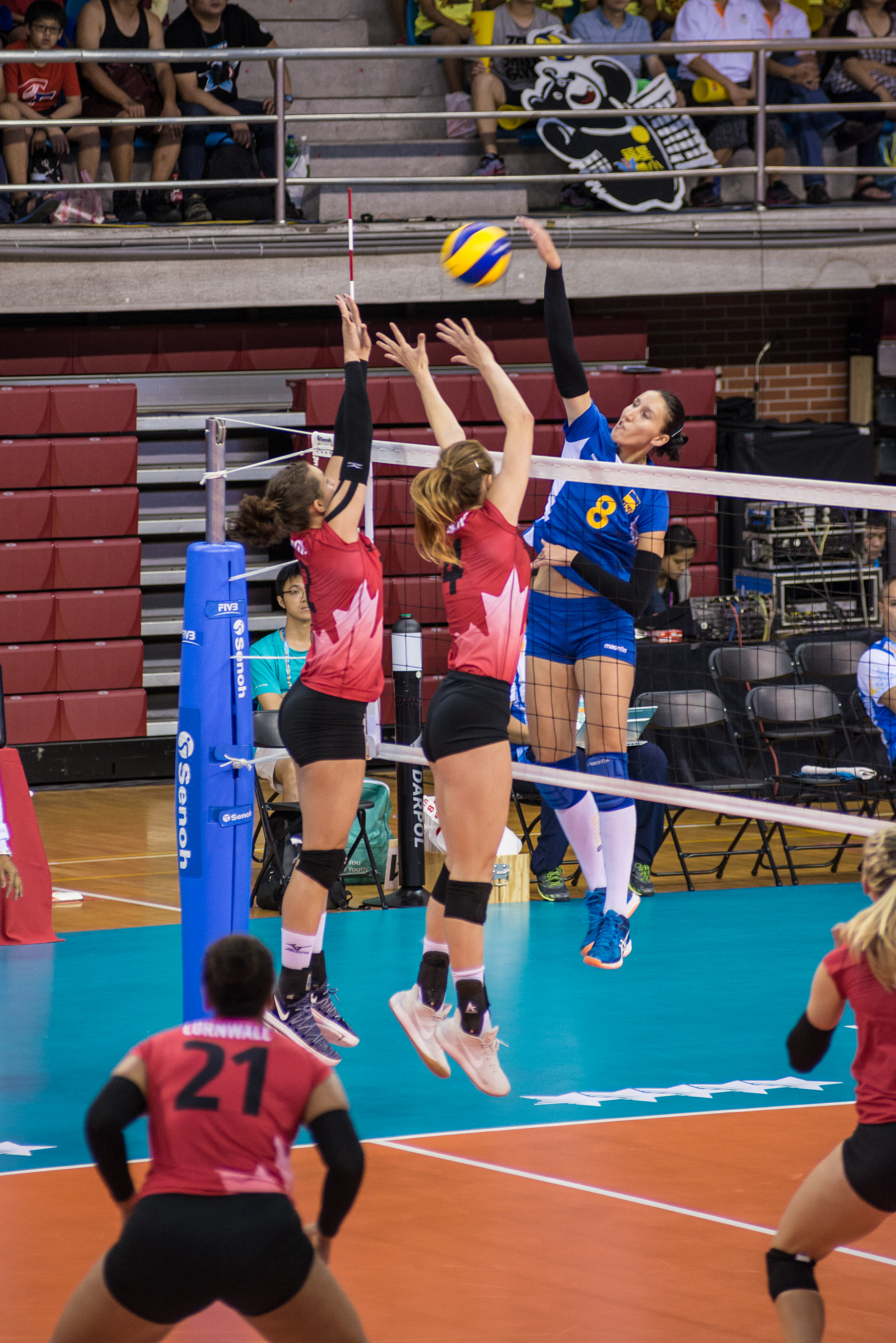

У збірній:
| Турнір                | Фінальний турнір | Фінальний турнір | Фінальний турнір | Фінальний турнір | Відбіркові змагання | Відбіркові змагання | Відбіркові змагання | Відбіркові змагання | Примітки |
| Турнір                | Ігри             | Сети             | Очки             | Ср.              | Ігри                | Сети                | Очки                | Ср.                 | Примітки |
| --------------------- | ---------------- | ---------------- | ---------------- | ---------------- | ------------------- | ------------------- | ------------------- | ------------------- | -------- |
| Чемпіонат Європи 2015 | —                | —                | —                | —                | 3                   | 10                  | 43                  | 4,3                 | [ 8 ]    |
| Євроліга 2017         | 8                | 18               | 29               | 1,61             | —                   | —                   | —                   | —                   | [ 9 ]    |
| Чемпіонат Європи 2017 | 3                | 13               | 47               | 3,62             | 8                   | 19                  | 36                  |                     | [ 10 ]   |
| Євроліга 2018         | 6                | 20               | 73               | 3,65             | —                   | —                   | —                   | —                   | [ 11 ]   |
| Чемпіонат світу 2018  | —                | —                | —                | —                | 4                   | 7                   | 18                  | 2,57                | [ 12 ]   |
| Чемпіонат Європи 2019 | 5                | 12               | 24               | 2,00             | 4                   | 10                  | 33                  | 3,30                | [ 13 ]   |
| Євроліга 2023         | 8                | 27               | 152              | 5,63             | —                   | —                   | —                   | —                   |          |
| Євроліга 2024         | 6                | 17               | 61               | 3,59             | —                   | —                   | —                   | —                   |          |
| Євроліга 2025         | 2                | 4                | 3                | 0,75             | —                   | —                   | —                   | —                   |          |
| Всього                | 38               |                  |                  | ,                | 19                  | 46                  | 130                 | 2,83                |          |

- Ср. — середній показник результативності за один сет.

Статистика виступів в єврокубках:
| Сезон   | Клуб                   | Турнір         | Ігри | Сети | Очки | Ср.  | Примітки |
| ------- | ---------------------- | -------------- | ---- | ---- | ---- | ---- | -------- |
| 2013/14 | «Хімік» (Южне)         | Кубок ЄКВ      | 1    | 5    | 11   | 2,20 |          |
| 2014/15 | «Хімік» (Южне)         | Кубок ЄКВ      | 2    | 8    | 33   | 4,12 |          |
|         | «Хімік» (Южне)         | Кубок виклику  | 8    | 24   | 92   | 3,83 |          |
| 2015/16 | «Хімік» (Южне)         | Кубок ЄКВ      | 6    | 24   | 120  | 5,00 |          |
| 2016/17 | «Хімік» (Южне)         | Ліга чемпіонів | 2    | 9    | 31   | 3,44 |          |
|         | «Хімік» (Южне)         | Кубок ЄКВ      | 3    | 15   | 58   | 3,87 |          |
| 2017/18 | «Хімік» (Южне)         | Кубок ЄКВ      | 4    | 13   | 58   | 4,46 |          |
| 2018/19 | «Єнісей» (Красноярськ) | Кубок ЄКВ      | 4    | 14   | 63   | 4,50 |          |
| 2019/20 | «Будовляні» (Лодзь)    | Ліга чемпіонів | 5    | 18   | 100  | 5,56 |          |
| 2020/21 | «Прометей»             | Кубок ЄКВ      | 2    | 7    | 34   | 4,86 |          |

## Галерея

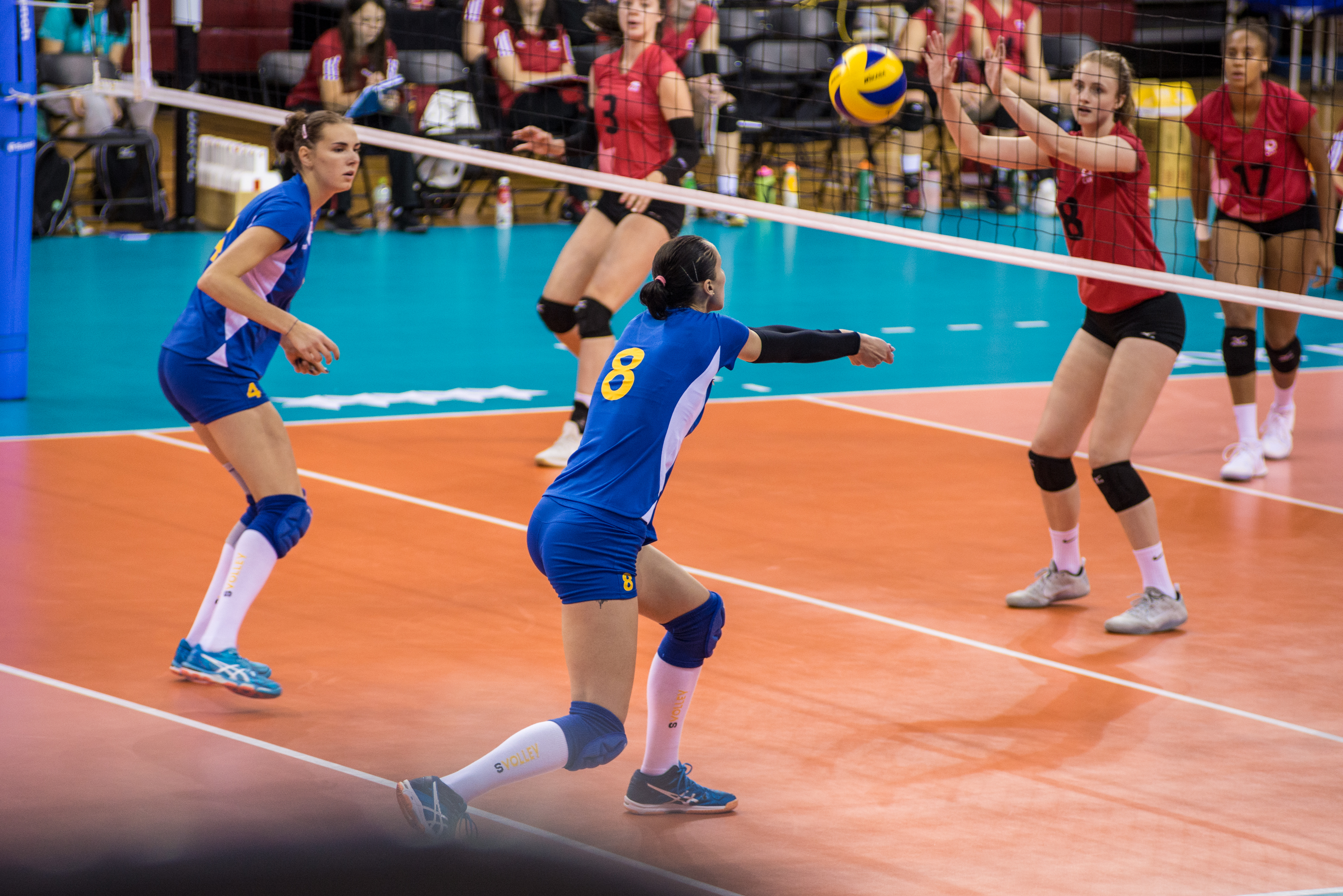
Діана Мелюшкина (№ 4) і Анастасія Крайдуба (№ 8)
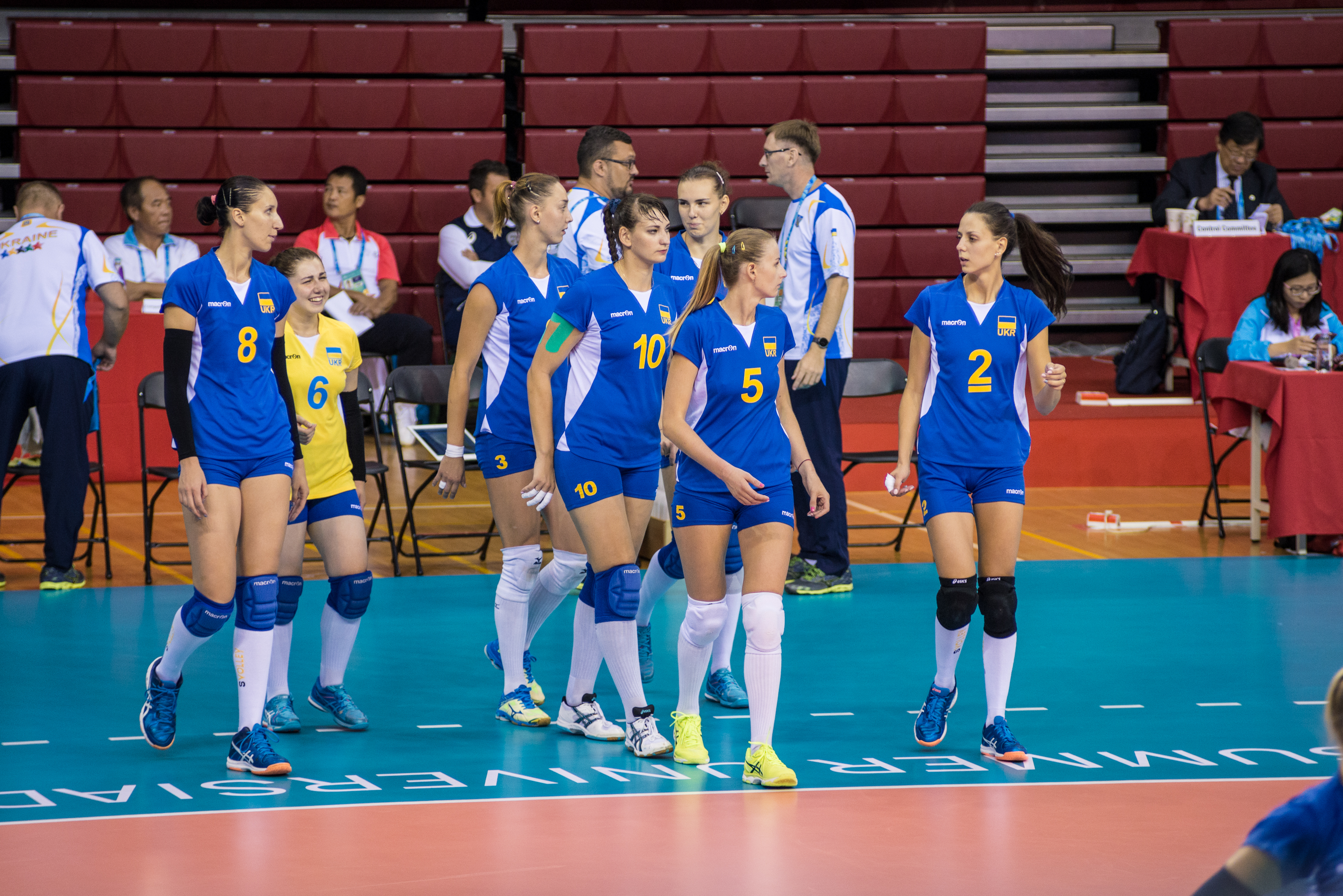
Анастасія Крайдуба (№ 8), Кристина Нємцева (№ 6), Дар'я Дрозд (№ 3), Ганна Кириченко (№ 10), Діана Мелюшкина, Катерина Сільченкова (№ 5), Марина Дегтярьова (№ 2).